# Anaptygus uvarovi
Anaptygus uvarovi är en insektsart som först beskrevs av Chang, K.S.F. 1937.  Anaptygus uvarovi ingår i släktet Anaptygus och familjen gräshoppor. Inga underarter finns listade i Catalogue of Life.